# Иосиф (келейник патриарха Иова)
Монах Иосиф (может быть отождествлён со старцем Иосифом, в миру Иван Васильевич Траханиотов; середина XVI — начало XVII века) — голова, думный дворянин, казначей и воевода, затем монах, келейник патриарха Иова.

## Служение до пострига
Происходил из рода Траханиотовых, старший сын боярина Василия Юрьевича Траханиотова (ум. 1568) и его супруги Аграфены, внук дипломата Юрия Малого Траханиота.
Зимой 1576/77 г. ходил из Новгорода Великого к Колывани 2-м головой у воеводы князя И. Ю. Голицына в полку правой руки. 
Осенью 1577 г. - 2-й воевода передового полка в Калуге. 
В 1582-1583 гг. - наместник в Стародубе. 
Казначеем (наряду с Д. И. Черемисиновым) стал с февраля 1585 г. и уже в этом качестве участвовал в приеме литовского посла Л.Сапеги. 
В 1589 г. пожалован в думные дворяне. В декабре того же года упоминался в качестве 1-го казначея в свите царя в Новгородском походе. 
В 1591/92 г. послан строить Пелым. В 1596-1597 гг. - воевода в "новом городе на Лозве".
Неизвестна точная дата пострижения Ивана Васильевича, вероятно в конце 1590-х годов.
Был женат на Елене, дочери Дмитрия Плещеева. 
Умер после 1604 года.

## Об исторических трудах монаха Иосифа
Исторические труды монаха Иосифа не только упомянуты В. Н. Татищевым при написании «Истории государства Российского», но также использованы, как важнейший исторический источник:

…<…>… 2) Пред всеми хвалы достойнейший Макарий Митрополит описал жизнь царя Иоанна II-го и Грозного… …<…>… 3) Иосиф, келейник Иова патриарха, или сам Иов некоторые дела оного ж государя, последних 24 года, но весьма кратко, а по нем до избрания Михаила довольно пространно.

Об активном влиянии трудов монаха Иосифа на деятельность В. Н. Татищева говорит также следующее высказывание:

От сего беспутного правительства вскоре государство в такое крайнее разорение и упадок пришло, что едва на части не разделилось, а поляки всем не овладели. Однако ж шведы и поляки многии пределы оторвали, о чем монах Иосиф или паче Иов патриарх в Истории описал, и я при случае несогласия о правительстве 1730-го Верхнему Тайному Совету в представлении пространно изъяснял».